# Мужчине живётся трудно. Фильм 46: Торадзиро делает предложение
«Мужчине живётся трудно. Фильм 46: Торадзиро делает предложение» (яп. 男はつらいよ　寅次郎の縁談, Отоко-ва цурай ё: торадзиро-но эндан; англ. Tora-san's Marriage Proposal (Tora-san 46) — японская комедия режиссёра Ёдзи Ямады, вышедшая на экраны в 1993 году. 46-й фильм популярного в Японии киносериала о комичных злоключениях незадачливого чудака Торадзиро Курума, или по-простому Тора-сана. Во второй раз на роль любовного интереса главного героя режиссёр пригласил популярную актрису Кэйко Мацудзаку. Актриса уже играла роль Фуми, в которую Тора-сан был влюблён в «Мужчине живётся трудно. Фильм 27: Осакская любовь Торадзиро». Здесь же она исполняет роль другой женщины, Ёко, в которую также влюбляется Тора-сан. По результатам проката фильм посмотрели 2 млн. 162 тыс. японских зрителей.

## Сюжет
Племянник Тора-сана Мицуо не может найти работу. Он уже прошёл несколько собеседований, но безуспешно. Парень не видит никакой перспективы и поэтому, не смотря на сопротивление родителей, решает уехать на остров Такамацу, расположенный во Внутреннем море, где он устраивается работать рыбаком. Взволнованное семейство просит дядю Мицуо, Тора-сана вернуть любимого наследника. Торадзиро не особенно успешен в этой миссии. Тем более, что он сам нашёл повод остаться на острове, встретив там красавицу Ёко, которая приехала с визитом к отцу.

## В ролях
- Киёси Ацуми — Торадзиро Курума (или Тора-сан)
- Тиэко Байсё — Сакура, сестра Торадзиро
- Кэйко Мацудзака — Ёко Сакаидэ
- Сёго Симада — Дзэнэмон Тамия, отец Ёко
- Дзэнэмон Тамия — Идзуми Ойкава, возлюбленная Мицуо
- Микако Сирояма — Ая
- Сатико Мицумото — Фуюко
- Масами Симодзё — Тацудзо Курума, дядя Тора-сана
- Тиэко Мисаки — Цунэ Курума, тётя Тора-сана
- Гин Маэда — Хироси, муж Сакуры
- Хисао Дадзай — Умэтаро, босс Хироси
- Хидэтака Ёсиока — Мицуо Сува, сын Сакуры и Хироси, племянник Тора-сана
- Синноскэ Фурумото — друг Мицуо
- Миэко Судзуки — Каё

## Премьеры
- — национальная премьера фильма состоялась 25 декабря 1993 года в Токио[1].

## Награды и номинации
Премия Японской киноакадемии
- 17-я церемония вручения премии (1994)[3]

Выиграли:
- лучший режиссёр — Ёдзи Ямада (ex aequo: «Школа»)
- лучший сценарий — Ёдзи Ямада, Ёситака Асама (ex aequo: «Школа»)
- лучший звук — Исао Судзуки, Такаси Мацумото (ex aequo: «Школа»)

Номинации:
- лучший монтаж — Ивао Исии (ex aequo: «Школа»)
- лучшая работа художника-постановщика — Ютака Ёкояма, Мицуо Дэгава (ex aequo: «Школа»)